# いざゆけ若鷹軍団2007
『いざゆけ若鷹軍団2007』（いざゆけわかたかぐんだんにせんなな）は、2007年3月21日にavex traxより発売されたFUKUOKA SoftBank HAWKS with AAA名義のシングル。発売形態はCD+DVD。本曲と同時にAAAのミニアルバム『alohAAA!』、シングル『Climax Jump』、DVD『Channel@×AAA』が発売されている。

## 概要
- 前作『Black&White』から約3か月、『Climax Jump』と同時発売となる。
- 福岡ソフトバンクホークスの球団歌「いざゆけ若鷹軍団」のリメイク楽曲。馬原孝浩、新垣渚、本多雄一、川﨑宗則、井手正太郎の5選手がコーラスとして参加しており、DVD収録のミュージック・ビデオにも出演している。
- オリコン週間シングルチャートでは初登場33位[1]、初動売上枚数は4368枚を記録した。

## 収録曲

### CD
1. いざゆけ若鷹軍団2007 (4:45)
2. いざゆけ若鷹軍団2007(Instrumental) (4:41)

### DVD
1. いざゆけ若鷹軍団2007（MUSIC CLIP）